# コウスイガヤ
コウスイガヤ（学名: Cymbopogon nardus Rendle）は、セイロン島原産のイネ科オガルカヤ属の多年生植物の種。シトロネラグラスとも呼ばれる。
過去には、香水茅というくくりでイネ科の香料原料となる植物（レモングラス、ペチバー、オガルカヤなど）の総称であった。

## 概要
まったく美味しくない為、食用には適さない。外来種として牧草地を侵蝕するが、牛も食べない事から餓死する可能性がある。精油シトロネラオイルの原材料として知られる。精油は一部の地域で防虫剤として利用されるほか、薬理的にも利用される。